# Simulium auricoma
Simulium auricoma es una especie de insecto del género Simulium, familia Simuliidae, orden Diptera.
Fue descrita científicamente por Meigen, 1818.